# 13005 Stankonyukhov
13005 Stankonyukhov (1982 SQ7) là một tiểu hành tinh vành đai chính được phát hiện ngày 18 tháng 9 năm 1982 bởi N. S. Chernykh ở Đài vật lý thiên văn Crimean.